# Trebeľovce
Trebeľovce (1927–1948 slowakisch „Terbelovce“ – bis 1927 „Terbeľovce“; ungarisch Terbeléd) ist eine Gemeinde im Süden der Slowakei mit 840 Einwohnern (Stand 31. Dezember 2024). Sie gehört zum Okres Lučenec, einem Kreis des Banskobystrický kraj, und ist zugleich Teil der traditionellen Landschaft Novohrad.

## Geographie

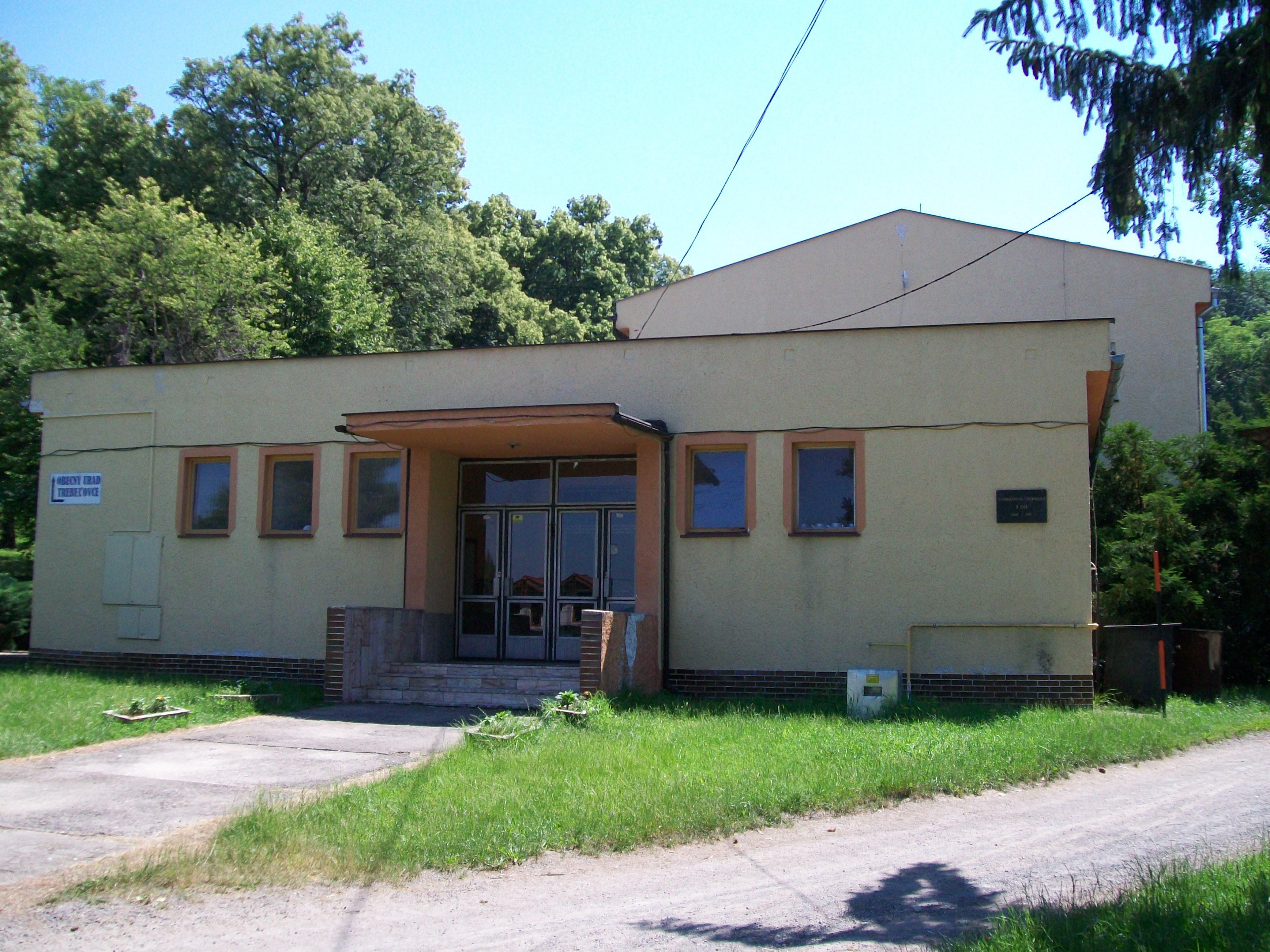
Sitz der Gemeindeverwaltung

Die Gemeinde befindet sich am Übergang vom Bergland Cerová vrchovina in den Talkessel Lučenská kotlina, selbst Teil der größeren Einheit Juhoslovenská kotlina. Nördlich am Ort vorbei fließt der Ipeľ, der hier den linksufrigen Bach Babský potok aufnimmt. Das Ortszentrum liegt auf einer Höhe von 187 m n.m. und ist acht Kilometer von Lučenec entfernt.
Die Gemeinde setzt sich aus dem Hauptort Trebeľovce und den Siedlungen Dolná Bába, Láza und Muľka (1973 eingemeindet) zusammen, wobei die letztgenannte ein Gemeindeteil ist.
Nachbargemeinden sind Lučenec im Norden, Holiša im Nordosten, Fiľakovské Kováče im Osten, Ratka im Südosten, Pleš und Mučín im Süden, Rapovce im Westen sowie Mikušovce im Nordwesten.

## Geschichte

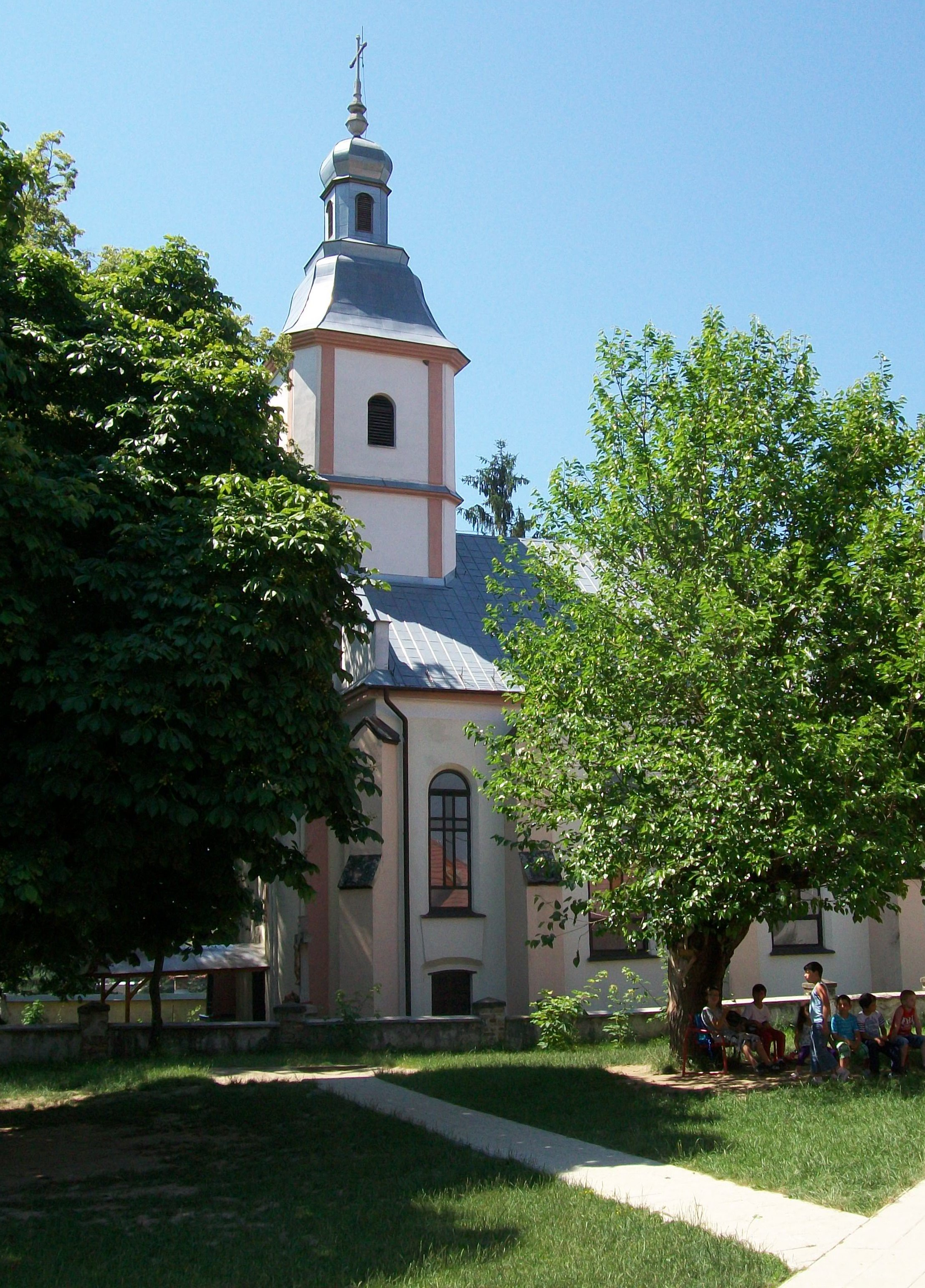
Römisch-katholische Kirche im Ort

Trebeľovce wurde zum ersten Mal 1246 als Trebedid schriftlich erwähnt. Das Dorf lag im Herrschaftsgebiet der Burg Fileck, im 15. und 16. Jahrhundert der Burg Divín, danach war es Besitz verschiedener Adeliger. 1828 zählte man 39 Häuser und 350 Einwohner, deren Haupteinnahmequellen Landwirtschaft und Viehhaltung waren.
Bis 1918/1919 gehörte der im Komitat Neograd liegende Ort zum Königreich Ungarn und kam danach zur Tschechoslowakei beziehungsweise heute Slowakei. Auf Grund des Ersten Wiener Schiedsspruches war er von 1938 bis 1944 noch einmal Teil Ungarns.

## Bevölkerung
| Jahr                | 1994 | 2004    | 2014    | 2024     |
| ------------------- | ---- | ------- | ------- | -------- |
| Anzahl der Personen | 963  | 976     | 949     | 840      |
| Unterschied         |      | +1,34 % | −2,76 % | −11,48 % |

| Jahr                | 2023 | 2024    |
| ------------------- | ---- | ------- |
| Anzahl der Personen | 847  | 840     |
| Unterschied         |      | −0,82 % |

Gemäß der Volkszählung 2011 wohnten in Trebeľovce 943 Einwohner, davon 694 Slowaken, 152 Magyaren, 35 Roma, 2 Polen sowie jeweils 1 Mährer und Tscheche. 3 Einwohner gaben eine andere Ethnie an und 55 Einwohner machten keine Angabe zur Ethnie.
741 Einwohner bekannten sich zur römisch-katholischen Kirche, 31 Einwohner zur Evangelischen Kirche A. B., jeweils 2 Einwohner zur evangelisch-methodistischen Kirche, zur Pfingstbewegung und zur reformierten Kirche sowie jeweils 1 Einwohner zu den Zeugen Jehovas und zur orthodoxen Kirche; 2 Einwohner bekannten sich zu einer anderen Konfession. 82 Einwohner waren konfessionslos und bei 72 Einwohnern wurde die Konfession nicht ermittelt.

## Bauwerke
- römisch-katholische Elisabethkirche im neogotischen Stil aus dem Jahr 1896